# Protaceratherium
Il protaceraterio (gen. Protaceratherium) è un mammifero perissodattilo estinto, imparentato con i rinoceronti attuali. Visse tra l'Oligocene superiore e il Miocene inferiore (circa 25 - 20 milioni di anni fa) e i suoi resti sono stati ritrovati in Europa e Asia.

## Descrizione
Di forme snelle, questo rinoceronte differiva molto dalle specie attuali: le dimensioni erano inferiori, e non raggiungeva i due metri di lunghezza, mentre l'altezza al garrese era appena inferiore al metro. Le ossa delle zampe indicano che Protaceratherium era molto snello, adatto probabilmente alla corsa veloce. Molari e premolari erano a corona bassa (brachidonti), mentre il cranio era sprovvisto di corna. 

## Classificazione
Protaceratherium è considerato uno dei primi e più primitivi rappresentanti dei rinocerotidi, la famiglia alla quale appartengono i rinoceronti attuali; era strettamente imparentato con Trigonias, ben noto in Nordamerica, e con l'europeo Ronzotherium. 

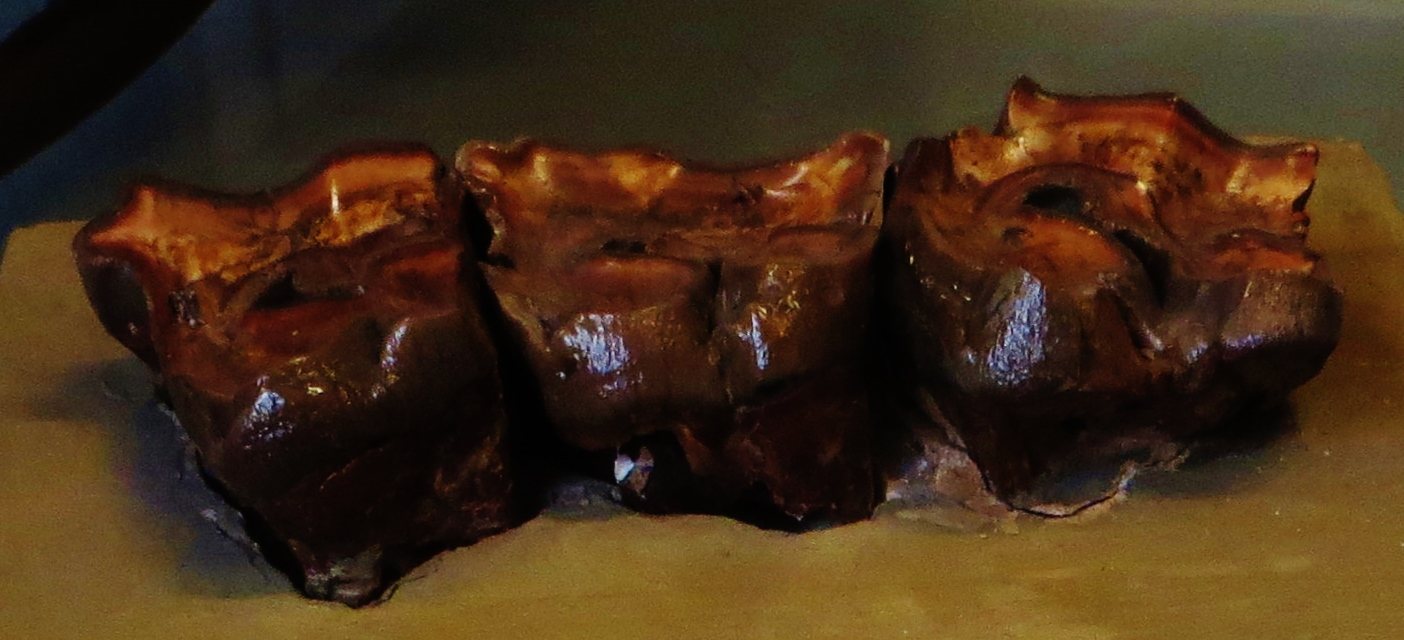
Denti di Protaceratherium minutum

Numerosi resti di Protaceratherium sono stati ritrovati in varie zone d'Europa, soprattutto in Francia e in Germania. Fra le forme più note, da ricordare la specie Protaceratherium albigense, considerata la più primitiva, e P. minutum, della quale sono stati ritrovati numerosi resti nel sito francese di Artenay. Queste due specie potrebbero anche appartenere a due generi diversi, in quanto P. minutum sembrerebbe essere più vicina all'origine dei rinoceronti attuali. La specie P. albigense è stata recentemente attribuita a un genere a sé stante, Molassitherium (Becker et al., 2013).

## Paleoecologia
Le forme snelle di Protaceratherium indicano che questo animale era in grado di muoversi velocemente in ambienti semiaperti, e la dentatura fa supporre che si cibasse di fogliame tenero. In numerosi siti europei, oltre ai fossili di Protaceratherium, si rinvengono i resti di un altro rinoceronte arcaico, Diaceratherium dalle forme pesanti; le differenze morfologiche tra i due animali indicano che questi non erano in competizione tra loro.